# Бојан Милановић
Бојан Милановић (Шид, 28. новембар 1961) српски је музичар.

## Биографија
Одрастао је и школовао се у Шиду.
Милановић се на јавној сцени појавио 1989. године када је издао свој деби албум за хрватско тржиште „Загризи ме јако, најјаче“. Свој други албум „Желео бих“ издао је 1993. године за ПГП РТС. На албуму се налази и Бојанов највећи хит, песма „Катарина“. Трећи албум „Узми све што љубав дотакне“ објављује 1995. године. Највећи хитови са овог албума су песме „Јутро“, „Ти си моја Циганка“, „Први пут“, „Ми се љубимо“. На овом албуму се налази и обрада песме Роја Орбисона „Реке љубави“. Последњи албум Бојана Милановића, „Краљица“, објављен је 2000. године. На овом албуму налазили су се хитови „Пољуби ме“, „Гитаро луда“, „Била једном једна песма“. Након објављивања овог албума Бојан се повлачи из јавног живота.

## Каријера

### 1989-1992
Бојан Милановић је дебитовао 1989. године на фестивалу МЕСАМ са песмом „Понеси ме на крилима“. 1992. године је са песмом „Желео бих“ наступио на фестивалу "Песма Медитерана" у Будви. Исте 1992. на фестивалу МЕСАМ наступа са песмом „Циганка“, а на „Београдском пролећу“ добија награду и публике и жирија за песму „Кад душа замире“.

### 1993-1994
На фестивалу „Београдско пролеће“ 1993. године Бојан наступа са песмом „Катарина“. На фестивалу МЕСАМ добија награду за најбољи текст за песму „Дуго љубав умире“, а исте године песма „Ми се љубимо“ бива проглашена за хит лета на фестивалу "Песма Медитерана" у Будви. 1994. године са песмом „Јутро“ наступа на фестивалу МЕСАМ. Бојан се појављује у серији "Срећни људи", у којој изводи песму „Не пали светло“. Песма никада није објављена ни на једном од Бојанових албума, али се на албуму „Краљица“ налази песма исте мелодије али другачијег текста „Гитаро луда“. Изводи песму „Биће боље“ за истоимени филм и објављује је и на албуму „Узми све што љубав дотакне“ и на албуму „Краљица"

## Дискографија
Албуми
- „Загризи ме јако“ (Панонија концерт, 1989.)
- „Желео бих“ (ПГП РТБ 1993.)
- „Узми све што љубав дотакне“ (ПГП РТС 1995.)
- „Краљица"(ПГП РТС  2001.)

Синглови
- Понеси ме на крилима (1989) МЕСАМ
- Ти си моја циганка (1992)
- Кад душа замире (1992)
- Катарина(1993)
- Плитвичка принцеза
- Циганска је крв ко ватра
- Војводина
- Не пали светло - саундтрак серије Срећни људи
- Први пут (1994)
- Дуго љубав умире (1995)
- Узми све што љубав дотакне (1996)
- Сину тисућљетне културе - по песми Јована Дучића
- Кад би бар мало била ту (2001)
- Била једном (2009)
- Као плис (2011)
- Да су мени крила сокола (2014)
- Вранац (2016)

## Фестивали
МЕСАМ:
- Загрли ме јако, '88
- Понеси ме на крилима, '89
- Циганка, '92
- Дуго љубав умире, четврто место и награда за текст, '94
- Јутро, друго место, '95

Интерпоп фестивал, Сиофок:
- Вучица, '88

Београдско пролеће:
- Кад душа замире, прва награда публике и прва награда стручног жирија за најбољег дебитанта, '92
- Катарина, победничка песма, '93

Пјесма Медитерана, Будва:
- Желео бих, '92
- Ми се љубимо, '93

Београдски шлагер:
- Ти си моја Циганка, прва награда публике и прва награда за композицију, '93

Славјнаски базар, Белорусија:
- Катрина, '93